# RAF Fighter Command
Das RAF Fighter Command war vom 14. Juli 1936 bis 1968 das Oberkommando über die Jägerflotte der Royal Air Force. Die wichtigsten anderen Kommandos waren das RAF Bomber Command und das RAF Coastal Command. Das Fighter Command hatte bei der Luftschlacht um England seine Sternstunde, als die zahlenmäßig unterlegenen Briten die Angriffe der deutschen Luftwaffe erfolgreich abwehren konnten.

## Geschichte des Fighter Command

### Entstehung
Am 20. Mai 1926 wurde die Vorgängerorganisation als „Group“ innerhalb des Heimatschutzes gegründet. Am 1. Juni 1926 wurde diese wiederum der Luftverteidigung unterstellt, und 1932 zum Kommando hochgestuft. Am 1. Mai schließlich wurde es in Fighter Command umbenannt. Dieses Kommando bestand bis zum 17. November 1943, als es in eine defensive (Air Defence Great Britain, ADGB) und eine offensive Komponente aufgeteilt wurde, die später 2. Taktische Luftflotte genannt wurde. ADGB wurde später wieder in Fighter Command umbenannt.

### Zweiter Weltkrieg
Bei seiner Gründung besaß das Fighter Command ausschließlich Doppeldecker, die kurz vor dem Zweiten Weltkrieg allmählich durch die moderneren Hawker Hurricane ersetzt wurden. Dies war zwar ein Fortschritt, aber die wendige Bf 109 war ihr überlegen. Erst ab 1938 stieß mit der Spitfire ein ebenbürtiger Gegner zur Truppe, allerdings ließen die anfänglich geringen Stückzahlen zu wünschen übrig. Bei Kriegsbeginn waren erst neun Staffeln mit der Spitfire ausgerüstet, und als die Luftschlacht um England begann, waren nur gerade 18 Staffeln damit ausgestattet. Dabei gelang es der Royal Air Force, die zahlenmäßige überlegene Luftwaffe abzuwehren. Die deutsche Luftüberlegenheit wäre die Voraussetzung gewesen, eine Invasion der britischen Insel zu starten. Ein wesentlicher Faktor für den Erfolg war das Radar und die zentral geführte Leitung der Jagdflugzeuge, auch bekannt als Dowding-System. Andere wichtige Schlachten, an denen das Fighter Command beteiligt war, waren der Westfeldzug und die Schlacht von Dünkirchen. Einen schweren Verlust erlitt das Fighter Command, als am 9. Juni 1940 zwei Staffeln auf der Glorious von Norwegen wieder nach Großbritannien zurückkehren sollten. Der Träger wurde von Scharnhorst und Gneisenau versenkt.

### 1945–1968
Nach dem Zweiten Weltkrieg reduzierte die RAF die Anzahl der Flugzeuge stark, so sank die Anzahl der Jagdflugzeuge von 600 (1956) bis auf den Tiefststand von 140 (1962). Als neue Bedrohung wurden die sowjetischen Langstreckenbomber angesehen und der Fortschritt bei den Flugabwehrraketen schien die bemannten Jäger zu verdrängen. So wurde im 1957 Defence White Paper verlangt, dass die Ausgaben für bemannte Jäger reduziert werden mussten, und diverse Flugzeughersteller wurden zu Firmenzusammenschlüssen gedrängt. Einzig die Lightning wurde noch fertig entwickelt, da sie schon in einem fortgeschrittenen Stadium war. Die erste Einheit mit Bloodhound-Flugabwehrraketen wurde 1958 in North Coast aufgestellt, und bereits 1960 waren zehn Bloodhound-Staffeln einsatzbereit. Diese Lenkwaffe war zusammen mit der Lightning das Rückgrat der britischen Luftverteidigung. 1968 wurden Fighter Command und Bomber Command zusammengelegt. Die neue Institution trug den Namen „RAF Strike Command“ und war in High Wycombe stationiert.

## Organisation
Dem Fighter Command waren die einzelnen „Groups“ unterstellt, denen wiederum die Staffeln unterstellt waren. Mehrere Staffeln, die am selben Ort stationiert waren, wurden auch als "Wing" bezeichnet (Bsp. "Tangmere Wing").
| Jahr           | Groups | Anzahl operationelle Staffeln        | Total Fighter Command |
| -------------- | --- | ------------------------------------ | --------------------- |
| Juli 1936      | No.11 Group (Uxbridge) | 13                                   | 13                    |
| September 1939 | No.11 Group (Uxbridge) No.12 Group (Hucknall) No.13 Group (Newcastle) No.22 (Army Co-Operation) Group (Farnborough)                                                    | 17 10 1                              | 38                    |
| August 1940    | No.10 Group (Rudloe Manor) No.11 Group (Uxbridge) No.12 Group (Watnall)                                                                                                | 8 19 30                              | 57                    |
| Februar 1941   | No.9 Group (Barton Hall) No.10 Group (Rudloe Manor) No.11 Group (Uxbridge) No.12 Group (Watnall) No.13 Group (Newcastle) No.14 Group                                   | 8 13 24 13 7 8                       | 73                    |
| April 1942     | No.9 Group (Barton Hall) No.10 Group (Rudloe Manor) No.11 Group (Uxbridge) No.12 Group (Watnall) No.13 Group (Newcastle) No.81 Group (Worcester) No.82 Group (Belfast) | 12 23 39 20 19 - (Trainingsgruppe) 6 | 119                   |
| April 1943     | No.9 Group (Barton Hall) No.10 Group (Rudloe Manor) No.11 Group (Uxbridge) No.12 Group (Watnall) No.13 Group (Newcastle) No.14 Group No.81 (training) Group            | 9 25 39 15 11 5 -                    | 104                   |
| Juli 1944      | No.9 Group (Barton Hall) No.10 Group (Rudloe Manor) No.11 Group (Uxbridge) No.12 Group (Watnall) No.13 Group (Inverness) No.70 Group (Farnborough)                     | - (Trainingsgruppe) 12 27 3 2 -      | 44                    |
| Juli 1945      | No.11 Group (Uxbridge) No.12 Group (Watnall) No.13 Group (Inverness) No.88 Group (Edinburgh)                                                                           | 18 11 7 5                            | 41                    |
| April 1953     | No.11 Group (Hillingdon) No.12 Group (Newton) No.81 Group (Pembrey) | 23 28 - (Trainingsgruppe)            | 51                    |
| Januar 1961    | No.11 Group (Martlesham Heath) No.12 Group (Horsham St. Faith) | 13 17                                | 30                    |
| Januar 1968    | Keine Group-Struktur mehr | 8                                    | 8                     |

## Kommandeure
Folgende Persönlichkeiten führten das Fighter Command in chronologischer Reihenfolge:
- Hugh Dowding, Air Chief Marshal
- Sholto Douglas, Air Marshal
- Trafford Leigh-Mallory, Air Marshal
- Roderick Hill, Air Marshal
- James Robb, Air Marshal
- William Elliott, Air Marshal
- Basil Embry, Air Marshal
- Dermot Boyle, Air Marshal
- Hubert Patch, Air Marshal
- Thomas Pike, Air Marshal
- Hector McGregor, Air Marshal
- Douglas Morris, Air Marshal
- Frederick Rosier, Air Marshal